# Myopotta rubripes
Myopotta rubripes är en tvåvingeart som först beskrevs av Villeneuve 1909.  Myopotta rubripes ingår i släktet Myopotta och familjen stekelflugor. Inga underarter finns listade i Catalogue of Life.